# Comfort, Texas
Comfort là một nơi ấn định cho điều tra dân số (CDP) thuộc quận Kendall, tiểu bang Texas, Hoa Kỳ. Năm 2010, dân số của nơi này là 2363 người.

## Dân số
- Dân số năm 2000: 2358 người.
- Dân số năm 2010: 2363 người.